# Курненська сільська рада
Курненська сільська рада  — орган місцевого самоврядування Курненської сільської територіальної громади Житомирського району Житомирської області з розміщенням у с. Курне.

## Склад ради

### VIII скликання
Рада складається з 22 депутатів та голови.
25 жовтня 2020 року, на чергових місцевих виборах, було обрано 21 депутата, з них (за суб'єктами висування): Всеукраїнське об'єднання «Батьківщина» — 10, самовисування — 9, «За майбутнє» та «Наш край» — по 1.
Головою громади обрали позапартійного самовисування Леоніда Корзуна, чинного Курненського сільського голову.

### Перший склад ради громади (2017р.)
Рада складалась з 22 депутатів та голови.
Перші вибори депутатів ради громади та Курненського сільського голови відбулись 29 жовтня 2017 року. Було обрано 20 з 22 депутатів ради, з них (за суб'єктами висування): Всеукраїнське об'єднання «Батьківщина» — 12 депутатів, самовисування — 4, Об'єднання «Самопоміч» — 2, Народна партія та Всеукраїнське об'єднання «Свобода» — по 1-му депутатові.
Головою громади обрали позапартійного самовисуванця Леоніда Корзуна, чинного Стрибізького сільського голову.
19 листопада 2017 року відбулось повторне голосування в одномандатному виборчому окрузі № 17 — депутатом обрали представника «Самопомочі».
11 березня 2018 року, на проміжних виборах в одномандатному окрузі № 14, обрали останнього, 22-го депутата, суб'єкт висування — самовисування.

### Керівний склад сільської ради
| ПІБ                           | Основні відомості                                                                 | Суб'єкт висування | Дата обрання | Дата звільнення |
| ----------------------------- | --------------------------------------------------------------------------------- | ----------------- | ------------ | --------------- |
| Пех Федір Федорович           | Сільський голова, 1949 року народження, освіта, член Комуністичної партії України |                   | 26.03.2006   | 01.10.2007      |
| Ковальчук Катерина Григорівна | Сільський голова, 1963 року народження, освіта, позапартійна                      |                   | 19.03.2008   | 31.10.2010      |
| Ковальчук Катерина Григорівна | Сільський голова, 1963 року народження, освіта вища                               |                   | 31.10.2010   | 25.10.2015      |
| Римарєв Микола Михайлович     | Сільський голова, 1983 року народження, освіта вища, безпартійний                 | самовисування     | 25.10.2015   | 29.10.2017      |
| Корзун Леонід Васильович      | Сільський голова, 1967 року народження, освіта вища, безпартійний                 | самовисування     | 29.10.2017   | 25.10.2020      |
| Корзун Леонід Васильович      | Сільський голова, 1967 року народження, освіта вища, безпартійний                 | самовисування     | 25.10.2020   |                 |

Примітка: таблиця складена за даними джерела

## Історія
Створена 1923 року в с. Курне Курненської волості Новоград-Волинського повіту Волинської губернії. Станом на 1 жовтня 1941 року в підпорядкуванні значився хутір Березова Гать.
Станом на 1 вересня 1946 року сільська рада входила до складу Червоноармійського району Житомирської області, на обліку в раді перебували села Березова Гать, Курне та х. Кургани.
2 вересня 1954 року, відповідно до рішення Житомирського облвиконкому № 1087 «Про перечислення населених пунктів в межах районів Житомирської області», с. Березова Гать передане до складу Цвітянської сільської ради Червоноармійського району. 5 березня 1959 року, відповідно до рішення Житомирського облвиконкому № 161 «Про ліквідацію та зміну адміністративно-територіального поділу окремих рад області», до складу ради включено села Адамівка (згодом — Веселе), Березова Гать та Цвітянка ліквідованої Цвітянської сільської ради Червоноармійського району. 29 червня 1960 року, відповідно до рішення Житомирського облвиконкому № 683 «Про об'єднання деяких населених пунктів в районах області», х. Кургани приєднано до с. Курне. 27 червня 1969 року взято на облік новостворений населений пункт селище Курне.
На 1 січня 1972 року сільська рада входила до складу Червоноармійського району Житомирської області, на обліку в раді перебували села Березова Гать, Веселе, Курне, Цвітянка та с-ще Курне.
12 серпня 1974 року, відповідно до рішення Житомирського ОВК № 342 «Про зміни в адміністративно-територіальному поділі окремих районів області в зв'язку з укрупненням колгоспів», с. Веселе передане до складу Червоноармійської селищної ради. 31 серпня 1989 року взято на облік новоутворений населений пункт селище Молодіжне.
1 серпня 2017 року територію та населені пункти ради включено до складу новоствореної Курненської сільської територіальної громади Пулинського району Житомирської області.
Входила до складу Пулинського (Червоноармійського, 7.03.1923 р., 17.10.1935 р., 8.12.1966 р.), Соколовського (20.06.1930 р.), Новоград-Волинського (15.09.1930 р., 30.12.1962 р.), Житомирського (4.01.1965 р.) районів та Новоград-Волинської міської ради (1.06.1935 р.). Площа території ради, станом на 2017 рік, становила 51,329 км².

### Населення
Кількість населення ради, станом на 1923 рік, становила 2 134 особи, кількість дворів — 448.
Відповідно до результатів перепису населення СРСР, кількість населення ради, станом на 12 січня 1989 року, становила 2 658 осіб.
Станом на 5 грудня 2001 року, відповідно до перепису населення України, кількість мешканців сільської ради становила 2 403 особи.